# Филипешти (Браила)
Филипешти (рум. Filipești) насеље је у Румунији у округу Браила у општини Сурдила-Гаисеанка. Oпштина се налази на надморској висини од 40 m.

## Становништво
Према подацима из 2002. године у насељу је живело 910 становника, од којих су сви румунске националности.